# Peresołowice
Peresołowice – wieś w Polsce położona w województwie lubelskim, w powiecie hrubieszowskim, w gminie Werbkowice.
W latach 1975–1998 miejscowość położona była w województwie zamojskim. 
Wieś stanowi sołectwo gminy Werbkowice. Według Narodowego Spisu Powszechnego (III 2011 r.) liczyła 224 mieszkańców i była szesnastą co do wielkości miejscowością gminy.
Wierni Kościoła rzymskokatolickiego należą do parafii św. Jana Chrzciciela w Hostynnem.

## Historia
Według Słownika geograficznego Królestwa Polskiego z roku 1887 Peresołowice stanowiły wieś z folwarkiem w powiecie hrubieszowskim, ówczesnej gminie Mołodziatycze, parafii rzymskokatolickiej w Grabowcu, obrzędu wschodniego w Peresołowicach. Odległe 14 wiorst od Hrubieszowa. Według opisu wieś posiadała prawosławną cerkiew parafialną (wzniesioną jako unicka w 1770) z filiami w Bohutyczach (Bogucicach) i Gdeszynie, szkołę początkową ogólną, młyn wodny, wiatrak, staw, pokłady torfu. Cerkiew w Peresołowicach pierwszy raz wzmiankowana jest w 1578, została zatem wzniesiona jako prawosławna. W latach 1596–1875 we wsi działała parafia unicka, następnie powtórnie zamieniono ją na prawosławną. Budynek świątyni istniał prawdopodobnie do okresu II wojny światowej. W Peresołowicach przetrwała pozostałość unickiego cmentarza (trzy nagrobki). Po przemianowaniu parafii unickiej na prawosławną na cmentarzu nie kontynuowano pochówków; te odbywały się na cmentarzu w sąsiednich Dobromierzycach. W 1827 r. było tu 35 domów zamieszkałych przez 223 mieszkańców. Wykopane tu półmiski i talerze z herbami i cyframi opisał E. Rastawiecki (Biblioteka Warszawska 1850, V, 146). W 1872 r. folwark Peresołowice (oddzielony w 1867 r. od dóbr Dobromierzyce) posiadał  rozległość mórg 609: grunty orne i ogrody mórg 387, łąk mórg 57, lasu mórg 140, wody mórg 8, nieużytków mórg 24, budynków  murowanych 1, z drzewa 24, płodozmian 5. polowy, las urządzony w kolei 80 letniej. Wieś Peresołowice posiadała osad 40, z gruntem mórg 449, osada młynarska mórg 18, grunta cerkiewne wynosiły mórg 33.